# Diploderma batangense
Diploderma batangense — вид ігуаноподібних ящірок родини агамових (Agamidae). Ендемік Китаю.

## Поширення і екологія
Diploderma batangense мешкають у верхів'ях Янцзи на заході провінції Сичуань, півночі провінції Юньнань та на сході Тибету. Вони живуть в сухих долинах, порослих сухими субтропічними лісами і чагарниковими заростями. Зустрічаються на висоті від 2000 до 3000 м над рівнем моря. Відкладають яйця, в кладці 6 яєць.